# SB 32f
Die Dampflokomotivreihe SB 32f war eine Schlepptenderlokomotivreihe der Südbahngesellschaft (SB), einer privaten Bahngesellschaft Österreich-Ungarns.
Die SB benötigte kräftige Lokomotiven für schwere Personen- und Postzüge, die im Berg- und Hügelland eingesetzt werden sollten.
Zweifach gekuppelte Maschinen schienen dafür zu schwach, sodass dreifach gekuppelte Lokomotiven in Betracht kamen.
Ein vorderes Drehgestell schien wegen der engen Kurvenradien für angebracht.
Die Lokomotivfabrik der StEG, die Wiener Neustädter Lokomotivfabrik und die Lokomotivfabrik Floridsdorf lieferten von 1896 bis 1898 insgesamt 27 Stück von 2'C-Lokomotiven, die als Reihe 32f bezeichnet wurden und die Betriebsnummern 1701–1727 erhielten.
Die Maschinen hatten Innenrahmen und Heusinger-Steuerung.
Die Loks wurden in Bozen (elf Stück), Triest (13 Stück) und Gloggnitz (drei Stück) stationiert.
Gut bewährt haben sie sich allerdings nur im Flachland, auf den Bergstrecken wurden sie bald von den SB 170 abgelöst.
1923 wurden zwei Stück (1701 und 1707) auf Heißdampf umgebaut.
Der Dampfdruck wurde dabei auf 14 atm erhöht, der Zylinderdurchmesser betrug nun 520 mm.
Außerdem wurde eine Lentz-Ventilsteuerung installiert.
1924 kamen 16 Stück als Reihe FS 652 nach Italien, wo sie zwischen 1928 und 1931 ausgemustert wurden, und elf Stück nach Jugoslawien, von denen nur drei die Reihenbezeichnung JDŽ 109 erhielten.
Die Deutsche Reichsbahn reihte die jugoslawischen Maschinen als 38.5 ein.
Die 38.502 (JDŽ 109-002, SB 32f 1707) befand sich nach Ende des Zweiten Weltkriegs auf österreichischem Staatsgebiet und wurde 1947 an Jugoslawien retourniert.